# Nicholas Dante
Nicholas Dante, pseudonimo di Conrado Morales (New York, 22 novembre 1941 – New York, 21 maggio 1991), è stato un librettista e ballerino statunitense, vincitore del Premio Pulitzer per la drammaturgia nel 1976.

## Biografia
Nato a New York da genitori portoricani, Nicholas Dante iniziò la sua carriera nel mondo dello spettacolo come ballerino, danzando a Broadway nei musical I'm Solomon (1968), Applause con Lauren Bacall (1979), Ambassador (1972) e Smith (1973), mentre nel 1974 recitò ne Il violinista sul tetto nel New Jersey. Nel 1974 il collega e amico Michael Bennett lo invitò a partecipare ad un workshop di un musical in lavorazione, durante il quale diversi ballerini di Broadway raccontarono le proprie esperienze nel mondo dello spettacolo. Insieme a James Kirkwood Jr., Dante raccolse queste interviste e le rielaborò nel libretto del musical A Chorus Line, debuttato nell'Off Broadway e poi a Broadway nel 1975. Il musical fu un grande successo e valse a Dante il Drama Desk Award ed il Tony Award al miglior libretto di un musical, oltre al Premio Pulitzer. L'esperienza personale di Dante come ballerino omosessuale figlio di immigrati portoricani confluì nel monologo del personaggio di Paul, che valse all'attore Sammy Williams il Tony Award al miglior attore non protagonista in un musical; nel 1985 lo stesso Dante interpretò la parte di Paul nel tour internazionale di A Chorus Line, che toccò numerose città degli Stati Uniti e del Giappone. Nel 1980 scrisse il libretto di un musical sulla vita di Al Jolson, intitolato Al Jolson, Tonight!, ma lo show non ebbe un grande successo e non raggiunse mai Broadway, rimanendo in scena solo per breve tempo a St. Louis.
Dichiaratamente omosessuale, Dante morì nel 1991 per complicazioni dovute all'AIDS. Alla sua morte stava lavorando a una nuova opera teatrale, A Suite Letting Go.